# Opinion 2430
Opinion 2430 is een besluit van de International Commission on Zoological Nomenclature waarin twee voorgestelde lijsten met namen voor raderdieren (Rotifera) formeel vastgesteld worden. Het is gepubliceerd op 30 april 2019, dat ook de datum is waarop het besluit in werking trad.  

## Achtergrond
Dit is het eerste besluit tot goedkeuring in het kader van het project "List of Available Names", gebaseerd op Artikel 79 van de International Code of Zoological Nomenclature. De intentie is om te komen tot een lijst van formeel gepubliceerde wetenschappelijke namen voor dieren. Het gaat hier niet om goedgekeurde soorten (of andere taxa), maar om wetenschappelijke namen, als formele entiteiten op zich. Deze kunnen al dan niet in gebruik zijn als geldige namen, maar het kunnen allicht ook synonymen zijn; of dat het geval is, is een wetenschappelijke, taxonomische vraag. Namen die niet op de lijst staan, worden geacht niet formeel gepubliceerd te zijn, en houden op te bestaan (met terugwerkende kracht).
De achtergrond is dat er in de tweeënhalve eeuw sinds 1758 allerlei wetenschappelijke namen weliswaar gepubliceerd zijn, volgens de geldende criteria, maar waarvan helemaal niet bekend is waarop ze betrekking hebben. Onder de normale regels zou voor elke naam uitgezocht moeten worden wat de betreffende auteur bedoeld zou hebben, onder andere aan de hand van het materiaal dat hij gebruikt zou hebben. Voor veelgebruikte namen is dat werk inderdaad gedaan, maar naarmate namen minder bekend zijn, vergezeld worden van minder duidelijke beschrijvingen en er minder bekend is van het materiaal dat de auteur gezien zou hebben, wordt het zowel moeilijker om de zaak op te helderen, alsook minder de moeite waard. Door een lijst op te stellen van namen die wèl aan minimale voorwaarden van bruikbaarheid voldoen en te verklaren dat wat niet op de lijst staat ophoudt te bestaan (en nooit bestaan heeft) kan de rest buiten beschouwing gelaten worden.
Per onderzoeksveld wordt door een aantal experts een lijst opgesteld voor een afgebakende groep dieren, en een afgebakend tijdvak van namen waarvoor wel een redelijke mate van zekerheid is over waarop ze betrekking hebben. Als de lijst na verloop van tijd (en veel werk) uitgekristalliseerd is wordt deze voorgelegd aan de Commissie (ICZN) die, na een inspraakprocedure, deze beoordeelt en eventueel het besluit neemt de lijst goed te keuren, en op te nemen als deel ("part") van de totale lijst, de "List of Available Names".

## Raderdieren
Voor de lijst(en) van raderdieren (Rotifera) is een grens gesteld van namen gepubliceerd vóór 1 januari 2000; de Rotifera zelf worden voor dit doel omschreven als Bdelloidea, Monogononta, en Seisonida, maar excluis de Acanthocephala. Er is een lijst opgesteld van genus-groep-namen en een van soort-groep-namen. Voor de laatste zijn zo'n drieënhalfduizend namen onderzocht; ze bestaat uit een A-lijst van geaccepteerde namen, en, voor de zorgvuldigheid, een B-lijst van definitief geschrapte namen (bijna een vijfde van het totaal aantal namen). Het is mogelijk dat er nog meer namen van Rotifera gepubliceerd voor 2000 bestaan (bestonden), maar als ze niet genoemd zijn, zijn ze toch geschrapt. Theoretisch is het mogelijk dat van een naam ontdekt wordt dat ze betrekking heeft op een taxon dat tot een andere groep hoort (niet de Rotifera); in dat geval gaat de naam opnieuw bestaan (met terugwerkende kracht).